# Neuraeschna mina
Neuraeschna mina – gatunek ważki z rodziny żagnicowatych (Aeshnidae). Występuje na terenie Ameryki Południowej.